# Roberto Gerhard
Robert Gerhard i Ottenwaelder, ve světě znám jako Roberto Gerhard, (25. září 1896 Valls – 5. ledna 1970 Cambridge) byl katalánský hudební skladatel. Je považován za jednoho z nejlepších katalánských skladatelů dvacátého století.

## Život
Narodil se ve Valls, malém katalánském městečku v blízkosti Tarragony. Byl synem německo-švýcarského otce a alsaské matky. Přestože byl svým původem předurčen k mezinárodnímu nadhledu, jak svým místem narození, tak i kulturou, byl kataláncem. Jeho učitelem klavíru byl slavný klavírista a hudební skladatel Enrique Granados a kompozici studoval u néméně slavného „otce španělské národní hudby“ Felipe Pedrella. Když Pedrell v roce 1922 zemřel, studoval krátce u Manuela de Fally. Jakmile však poznal dílo Arnolda Schoenberga požádal o přijetí mezi jeho žáky. Schoenberg jej přijal jako jediného španělského uchazeče. Několik let pak strávil se Schoenbergem ve Vídni a v Berlíně.
Po návratu do Barcelony v roce 1928 věnoval svou energii propagaci atonální hudby, jak na koncertech, tak jako novinář a hudební kritik. Spolupracoval s katalánskou literární a výtvarnou avantgardou. Spřátelil se s Joanem Miró a Pablem Casalsem a uváděl do Španělska dílo Arnolda Schoenberga a Antona Weberna. Byl hlavním organizátorem Festivalu ISCM v roce 1936. Kromě toho ale také sbíral, upravoval a vydával španělské národní písně a starou španělskou hudbu od renesance až po 18. století.
Ve Španělské občanské válce se aktivně postavil na stranu republikánů. Byl hudebním poradcem ministerstva kultury a členem republikánského vládního výboru. Po porážce republikánů emigroval v roce 1939 nejprve do Francie, ale ještě téhož roku se usadil v Anglii, v Cambridgi. Až do smrti generála Franca Španělsko oficiálně nenavštívil. Vracel se tam pouze na dovolenou.
Touhu po rodné zemi vyjadřoval svou hudbou. V roce 1940 zkomponoval Symfonii na pamět Felipe Pedrella a balet Don Quixote. Vrcholné dílo tohoto období byla španělská opera La Dueña (anglicky The Duenna) na námět anglické hry Richarda Sheridana. Byl patrně prvním významným skladatelem elektronické hudby ve Velké Británii. Jeho hudba ke Shakespearově tragédii Král Lear pro Royal Shakespeare Company z roku 1955, byla první elektronickou hudbou na britském jevišti.
Od počátku padesátých let trpěl Gerhard srdečními obtížemi, které mu zřejmě zkrátily život. Zemřel v Cambridgi roku 1970 a je pochován na hřbitově Ascension Burial Ground společně se svou manželkou Leopoldinou Feichtegger Gerhardovou (1903–1994).
Opožděné přijetí Gerhardova díla ve Španělsku bylo zahájeno až v roce 1992 uvedením opery La Dueña v Madridu a v Barceloně. Archiv skladatelova díla je uchován v Cambridge University Library. Další osobní dokumenty jsou uloženy v Katalánské knihovně (Biblioteca de Catalunya) v Barceloně.

## Dílo

### Orchestrální skladby
- Concertino pro smyčcový orchestr (1929)
- Albada, Interludi i Dansa (1936)
- Symfonie Homenatge a Pedrell (1941)
- Houslový koncert (1942–43)
- Koncert pro klavír a smyčcový orchestr (1951)
- Symfonie č. 1 (1952–53)
- Koncert pro cembalo, smyčcový orchestr a bicí nástroje (1955–56)
- Symfonie č. 2 (1957–59)
- Koncert pro orchestr (1965)
- Epithalamium (1966)
- Symfonie č. 4 New York (1967)
- Symfonie č. 5 (pouze fragment) (1969)
- Suity z baletů Soirées de Barcelone, Don Quixote, Alegrias a Pandora

### Jevištní díla
- Ariel, balet (1934)
- Soirées de Barcelone, balet (1937–39; instrumentace Malcolm MacDonald, 1996)
- Don Quixote, balet (1940–41, revize 1947–49)
- Alegrias, Divertissement flamenco (1942)
- Pandora, balet (1943–1945)
- The Duenna, opera (1947–49)
- El barberillo de Lavapies (1954) úprava zarzuely Francisca Asenja Barbieriho
- Lamparilla, úprava zarzuely El barberillo de Lavapies jako singspiel

### Komorní hudba
- Sonatine a Carlos, klavír (1914)
- Trio in B major pro housle, violoncello a klavír (1918)
- Trio No. 2 pro housle, violoncello a klavír (1918)
- Dos Apunts, klavír (1921–22)
- 3 smyčcové kvartety do roku 1928 ztraceny, č. 3 (1928) bylo přepracováno jako Concertino for strings)
- Sonáta pro klarinet a klavír (1928)
- Dechový kvintet (1928, první seriální práce)
- Andantino pro klarinet, housle a klavír (1928–29)
- Smyčcový kvartet č. 1 (1950–55)
- Sonáta pro violu a klavír (1948; přepracováno r. 1956 jako Sonáta pro violoncello a klavír)
- Capriccio, sólová flétna (1949)
- 3 Impromptus, klavír (1950)
- Secret People (studie pro filmovou hudbu) pro klarinet, housle a klavír (1951–52)
- Nonet (1956–57)
- Fantasie pro kytaru (1957)
- Smyčcový kvartet č. 2 (1961–62)
- Concert for 8 (1962)
- Chaconne pro housle sólo (1959)
- Hymnody pro velký dechový soubor, dva klavíry a bicí nástroje (1963)
- Gemini, duo pro housle a klavír (1966)
- Libra, sextet (1968)
- Leo, komorní symfonie (1969)

### Vokální díla
- L'infantament meravellós de Shahrazada op. 1, písně (1916–18)
- Verger de les galanies pro zpěv a klavír (1917–18)
- 7 Haiku pro zpěv a ensemble (1922 rev. 1958)
- 14 Cançons populars catalanes pro zpěv a klavír (1928–29)
- L'alta naixenca del Rei en Jaume, kantáta pro soprán, baryton, sbor a orchestr (1932)
- Cancionero de Pedrell pro zpěv a klavír nebo komorní orchestr (1941)
- 3 Canciones Toreras pro zpěv a orchestr (cca 1943)
- 6 Chansons populaires françaises pro zpěv a klavír (1944)
- The Akond of Swat pro zpěv a bicí nástroje (1954)
- Cantares pro zpěv a kytaru (1962)
- The Plague, kantáta pro vypravěče, sbor a orchestr podle Matilde Camus (1963–64)

### Elektronická hudba
- Audiomobiles I-IV (1958–59)
- Lament for the death of Bullfighter for speaker and tape (1959)
- 10 Pieces for tape (cca 1961)
- Sculptures I-V (1963)
- DNA in Reflection (1963)
- Anger of Achilles (1964)
- také část 3. symfonie a mnoho filmové, rozhlasové a divadelní hudby

### Filmová a televizní hudba
- For Whom the Bell Tolls (TV seriál, 4 episody, 1965)
- Count of Monte Cristo (TV seriál, 1964)
- This Sporting Life (1963)
- You Know What People Are (TV seriál, 1955, 6 episod)
- War in the Air (TV dokumentární seriál 1954-1955, 5 episod)
- Secret People (1952)